# Соуса, Рубен Дарио
Рубен Дарио Со́уса Батиста (исп. Rubén Darío Sousa Batista; 25 сентября 1923, Панама — 22 января 2022), известный также под псевдонимом «Висенте Тельо» — деятель рабочего, коммунистического и молодёжного движения Панамы.

## Биография
Родился в семье ремесленника, происходящей из индейцев племени гуайми в горных лесах провинций Чирики и Бокас-дель-Торо. В юности трудовую деятельность начал грузчиком банановой транснациональной компании Chiriquí Land Company, которая контролировала причал в порту Пуэрто-Армуэльес, и пытался поддерживать здесь профсоюзную борьбу. Затем перебрался в столицу, познакомился с марксизмом, по профессии стал журналистом. С 1943 года принимал активное участие в студенческом и молодёжном движении страны, став одним из его руководителей и основателей Федерации студентов Панамы. В 1945 году был избран генеральным секретарём Ассоциации панамской молодёжи (до 1946).
С 1946 года состоял в местной компартии — Народной партии Панамы (НПП), с 1948 член Политбюро Центрального комитета НПП, секретарь ЦК по оргвопросам. На III съезде в марте 1951 года из партии был исключён её прежний лидер Сельсо Солано, обвинённый в ревизионизме и «браудеризме», а на состоявшемся в том же году IV съезде новым генеральным секретарём ЦК НПП стал Соуса Батиста. Поддерживал мобилизации против Соглашения Филоса-Хайнса 1947 года и восстание 9 января 1964 года, а также подписание договоров Торрихоса-Картера 1977 года. Неоднократно арестовывался, подвергался репрессиям и высылке из страны (в последний раз — после прихода к власти левого националиста Омара Торрихоса, на который отреагировал документом «Демократическое и народное решение»). VI — первый легальный — съезд Народной партии в 1980 году подтвердил Соусу в статусе генсека. Дожил почти до 99-летнего возраста.
Автор ряда документов и теоретических работ по вопросам коммунистического и демократического движения Панамы и всей Латинской Америки, в том числе «Панама, 1903—1970» (совместно с Сесаром Де Леоном, Уго Виктором и Карлосом Франсиско Чангмарином); «Начало конца империалистической оккупации», «Национальное освобождение или неоколониализм», «Историческая миссия — завершить деколонизацию», «Исторические и международные аспекты военных баз», «Исторические документы» и «Участие коммунистов в национально-освободительной борьбе».